# Reguer de la Caseta
El Reguer de la Caseta és un torrent afluent per la dreta de la Rasa d'Ardèvol.

## Termes municipals que travessa
El Reguer de la Caseta transcorre íntegrament pel terme municipal de Pinós (Solsonès)

## Xarxa hidrogràfica
La xarxa hidrogràfica del Reguer de la Caseta està constituïda per 1 sol curs fluvial d'una longitud de 950 m.